# Briscous
Briscous (Baskisch: Beskoitze) is een gemeente in het Franse departement Pyrénées-Atlantiques (regio Nouvelle-Aquitaine). De plaats maakt deel uit van het arrondissement Bayonne. Briscous telde op 1 januari 2022 2.920 inwoners.

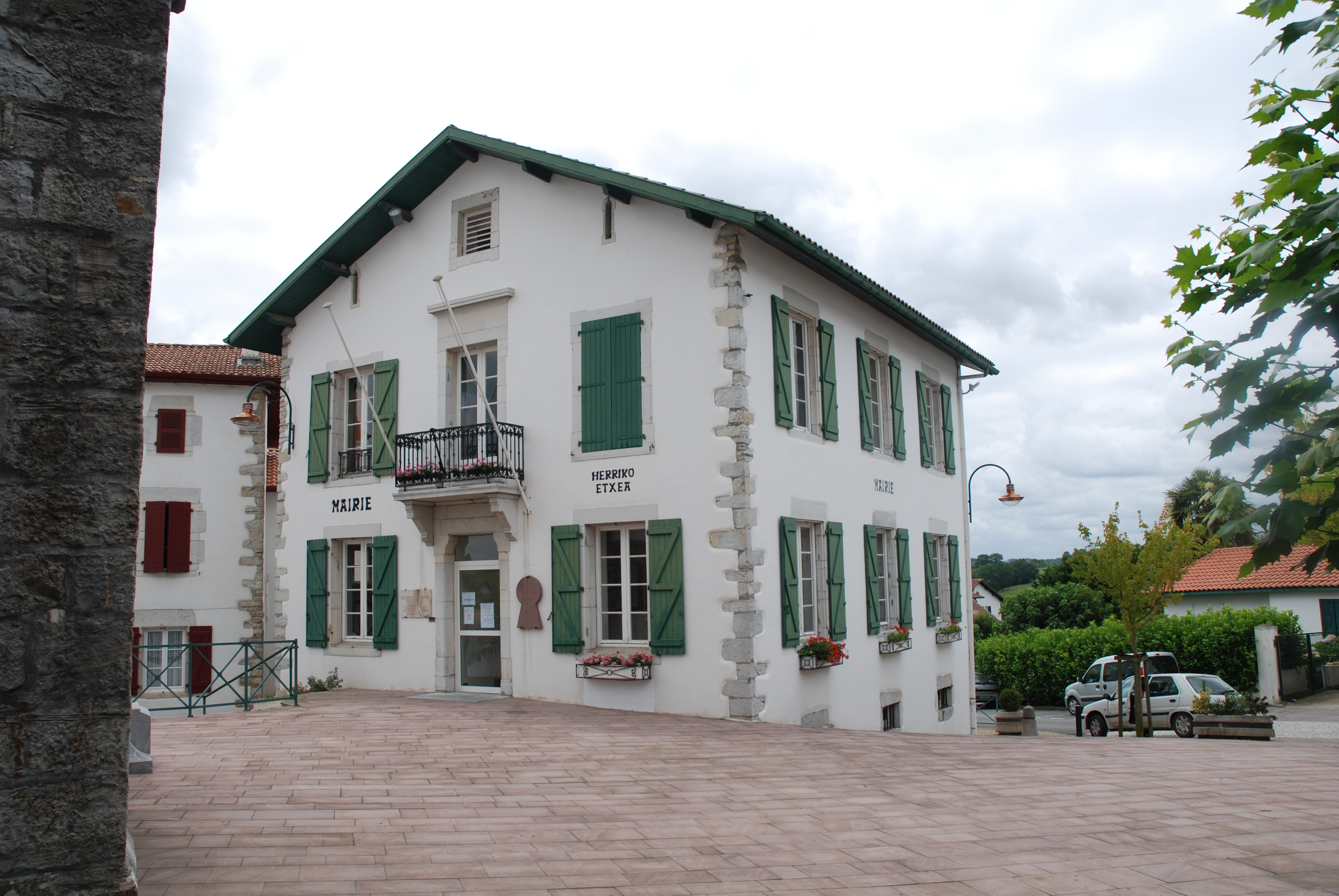
Gemeentehuis
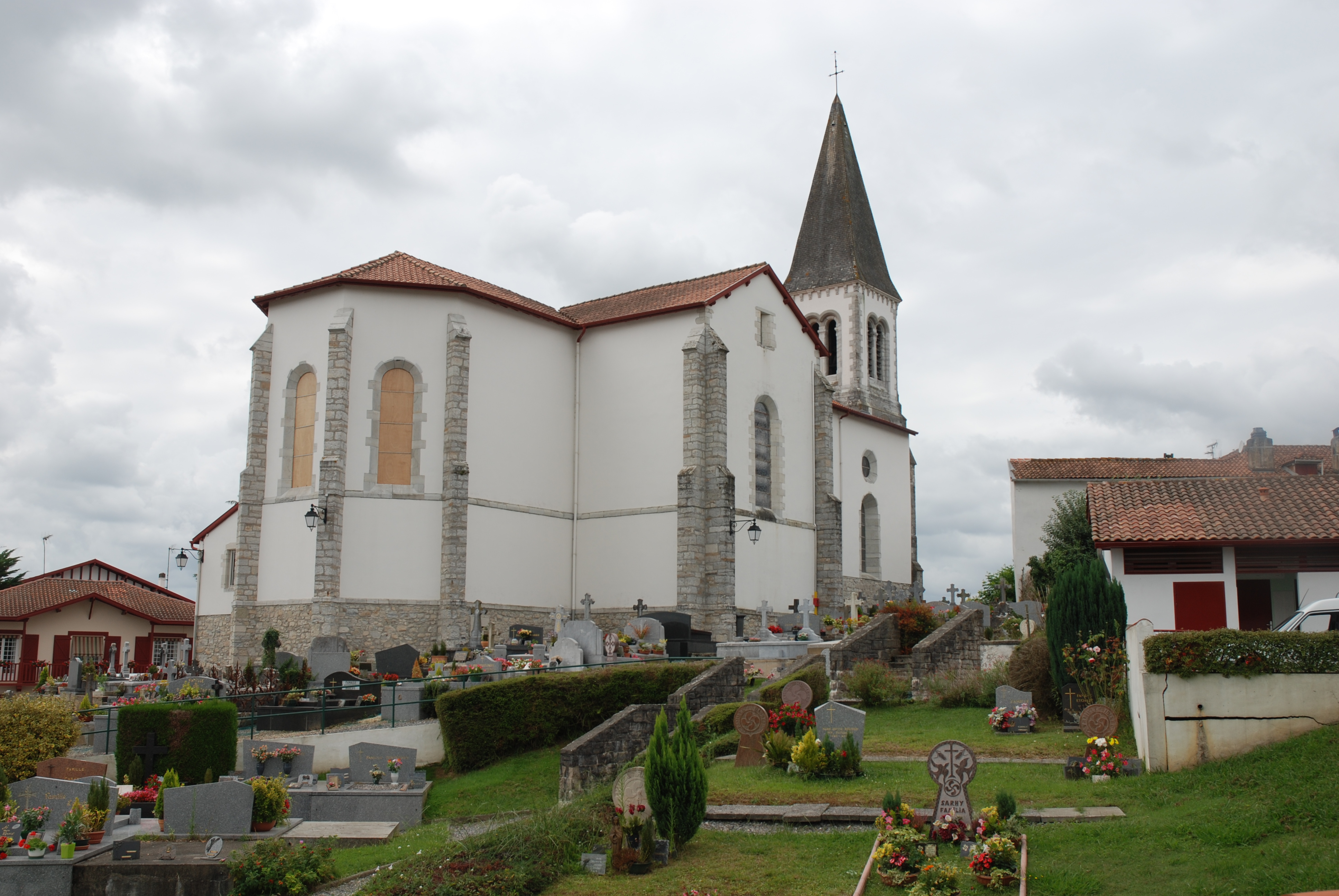
Église Saint-Vincent

## Geografie
De oppervlakte van Briscous bedroeg op 1 januari 2022 31,29 vierkante kilometer; de bevolkingsdichtheid was toen 93,3 inwoners per km².

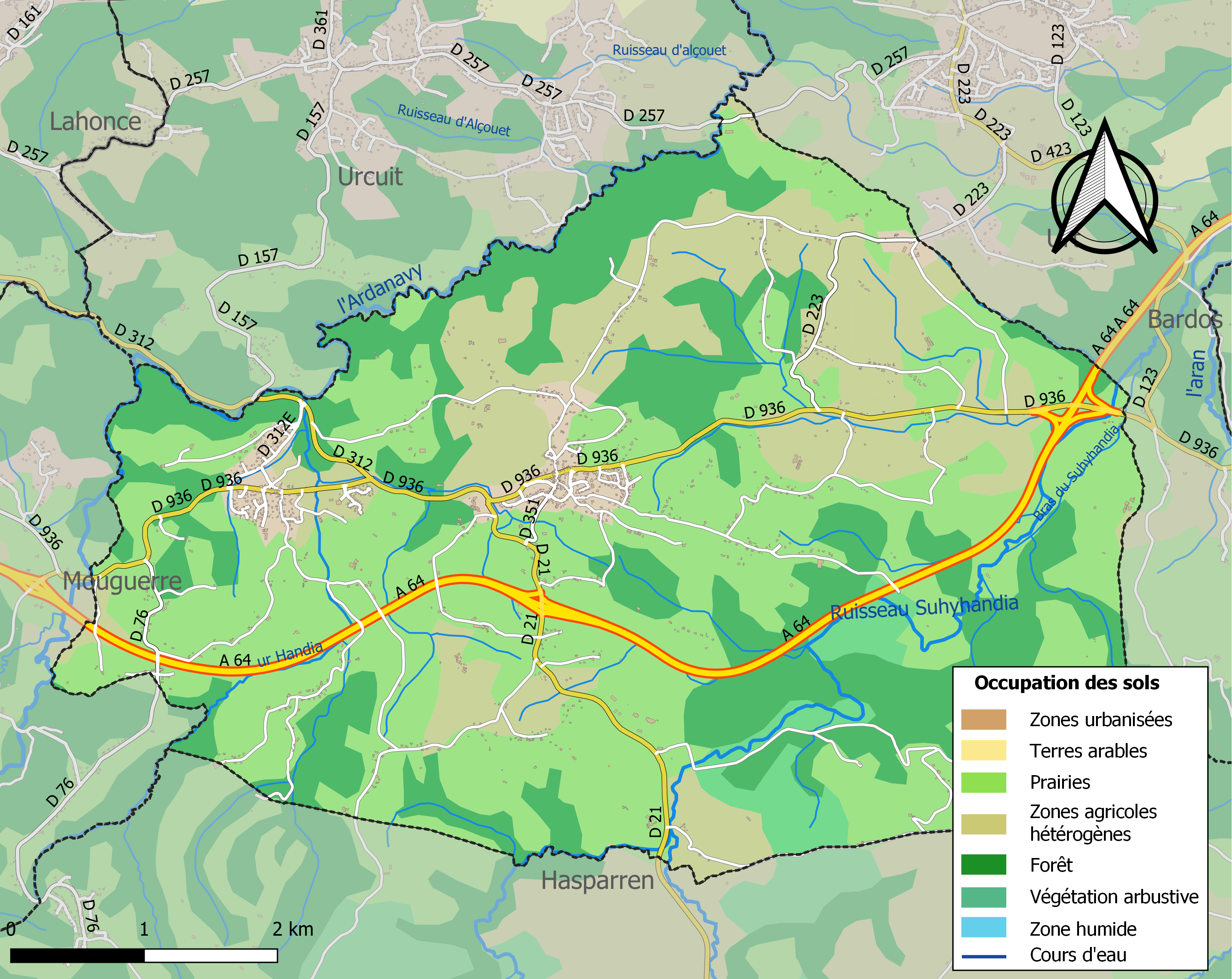
Kaart van de gemeente met belangrijkste infrastructuur, bodemgebruik en omliggende gemeenten

## Demografie
Onderstaande figuur toont het verloop van het inwonertal (bron: INSEE-tellingen).